# Гаддар
Гаддар или Гадар (настоящее имя — Гуммади Виттал Рао (телугу గుమ్మడి విఠల్ రావు), 1949 — 6 августа 2023) — знаменитый индийский революционер, поэт и певец на телугу. Один из основателей Народного театрального фронта. Участник национально-освободительной борьбы в Телангане и сторонник наксалитов.

## Биография
Родился в 1949 году в бедной семье из касты неприкасаемых. Образование в колледже пришлось бросить, чтобы зарабатывать на жизнь. В 1969 году принял участие в борьбе за независимость Теланганы. В начале 1970-х сближается с Коммунистической партией Индии (марксистско-ленинской) и в 1972 году основывает Народную театральную группу, позднее ставшую Народным театральным фронтом. Спасает товарищей от «эскадронов смерти». В 1985 году из-за усиления репрессий вынужден был уйти в подполье, где продолжал заниматься культурной деятельностью — в Андхра-Прадеше, Махараштре, Мадхья-Прадеше и Ориссе.
В 1990 году, с началом более либерального подхода к наксалитам, возвращается к легальной деятельности: занимается правозащитной деятельностью, выступает против государственного террора. 6 апреля 1997 года на него совершено покушение, одна из трёх попавших в него пуль извлечению не подлежит. На мирных переговорах в 2001 году вместе с известным поэтом Варавара Рао выступает уполномоченным от Компартии Индии (марксистско-ленинской) «Народная война», но переговоры сворачиваются в 2002 году в результате продолжения государственного террора.
Бывший тогда в оппозиции Индийский национальный конгресс критиковал правящую партию за срыв мирных переговоров и сделал их успешное завершение частью своей предвыборной программы в 2004 году. После победы на выборах ИНК действительно начал процесс новых мирных переговоров. Коммунистическую партию Индии (маоистскую) представляют Гаддар, Варавара Рао и писатель Кальяна Рао. Однако и на этот раз переговоры срываются год спустя в результате продолжения политики государственного террора. КПИ (маоистская), Союз революционных писателей и некоторые другие организации запрещаются, а двух из трёх переговорщиков — Варавара Рао и Кальяна Рао — арестовывают. Гаддар продолжает политическую деятельность и выступает в поддержку наксалитов.
В отличие от многих других леворадикальных писателей и поэтов, Гаддар имеет равную известность среди сельских и городских жителей Андхра-Прадеша.
По словам известного академика д-р. Канча Илайа, «Гаддар стал первым интеллигентом Теланганы, который установил связь между трудящимися массами и литературным текстом и, конечно, текст установил связь между массами и образовательными институтами».

## Болезнь и смерть
Страдая от тяжёлой болезни сердца, Гаддар был госпитализирован в больницу Хайдарабада 20 июля 2023 года, где 3 августа 2023 года ему сделали шунтирование. Во время восстановления после операции он умер от проблем с лёгкими и мочеиспусканием 6 августа 2023 года в возрасте 74 лет.